# Sèneca
|  | Per a altres significats, vegeu «Sèneca (desambiguació)». |

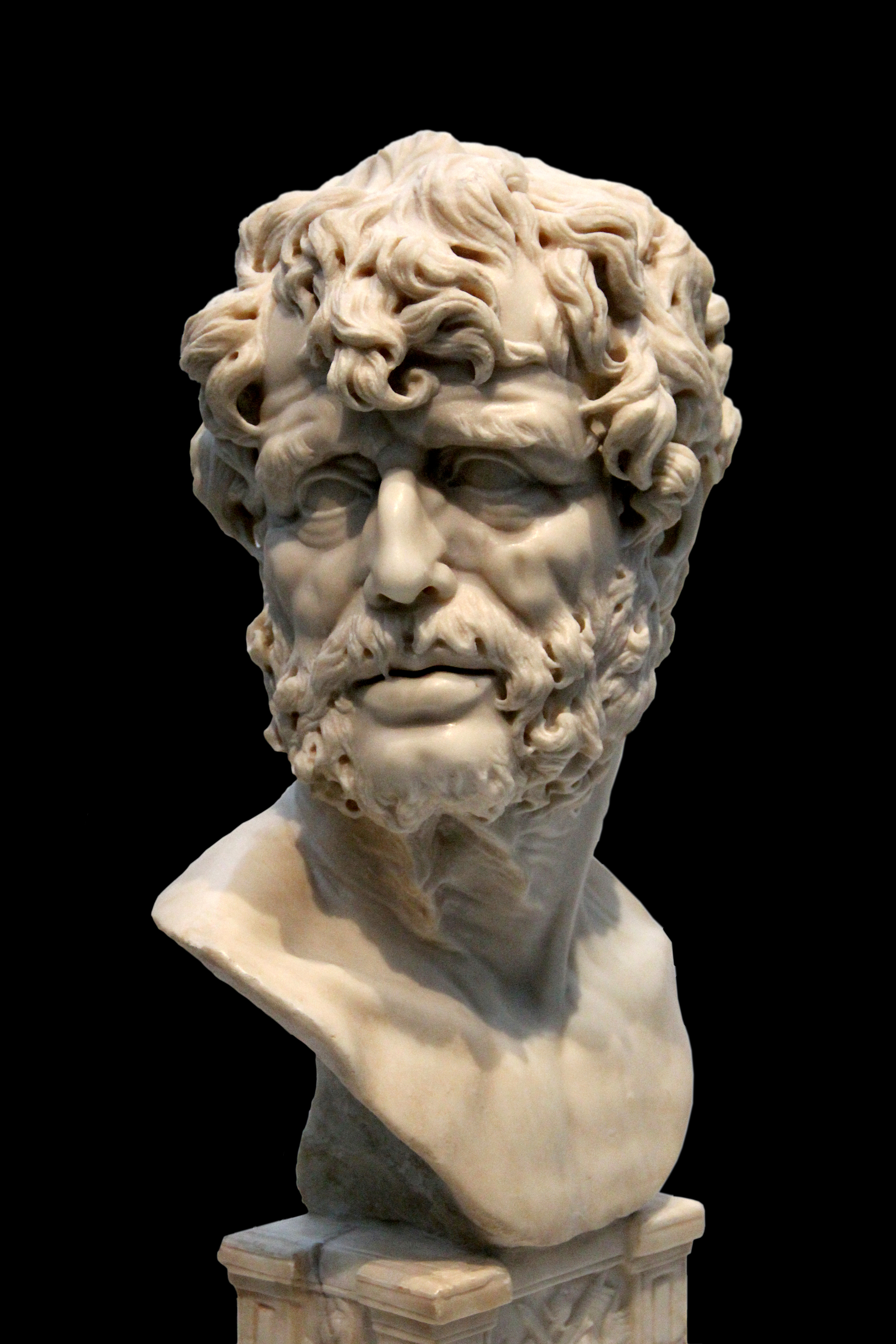
Bust representant Sèneca el jove, Museu del Prado

Luci Anneu Sèneca (en llatí: Lucius Anneus Seneca) usualment conegut com a Sèneca o Sèneca el Jove (Corduba, actual Còrdova, circa 4 aC - Roma, 65) va ser un escriptor romà, filòsof, polític, dramaturg i, en una obra, humorista, de l'edat d'argent de la literatura llatina.

## Biografia
Encara que la seva família era oriünda de Corduba —actual Còrdova— a la Bètica, no existeix cap document que permeti afirmar amb seguretat que va néixer en aquesta ciutat. No obstant això, la tradició ha situat el seu naixement a Corduba a l'entorn de l'any 1 (es barregen tres possibles dates per al seu naixement, els anys 1, 4 i 8).
Sèneca va ser el segon fill d'Hèlvia i Marc Anneu Sèneca, conegut com a «Sèneca el vell», que era de rang eqüestre i amb una bona fortuna. Sèneca es va convertir en una autèntica eminència de la retòrica, l'art de l'oratòria i del debat. El seu germà gran, Luci Juni Gal·lió, va ser procònsol a l'Acaia (on, segons antics documents cristians, es va trobar amb l'apòstol Pau de Tars cap a l'any 52). Sèneca va ser l'oncle del poeta Lucà, fill del seu germà petit, Marc Anneu Mela.
De la vida de Sèneca prèvia a l'any 41 no se sap gran cosa, i el que se sap és gràcies al que el mateix Sèneca va escriure. Sigui com sigui, és clar que provenia d'una família distingida, pertanyent a la més alta societat hispana en una època en què la província d'Hispània estava en plena expansió dins de l'Imperi Romà.
La tradició diu que era un nen malaltís, i que va estudiar a Roma sota la protecció de la germanastra de sa mare, la seva tia Marcia. S'afirma que en aquest temps va viure amb humilitat en una habitació al pis de dalt d'un bany públic, tot i que és probablement fals, ja que Marcia era una persona acabalada. Va aprendre retòrica, i va ser iniciat en filosofia estoica per Àtal i Sotió.
Marcia estava casada amb un equites (cavaller) romà a qui Tiberi, l'any 16, va nomenar governador d'Egipte. Sèneca va acompanyar el matrimoni a Alexandria, a Egipte, on va adquirir nocions d'administració i finances, al mateix temps que estudiava geografia i etnografia d'Egipte i de l'Índia, i desenvolupava el seu interès per les ciències naturals, en les quals, a dir de Plini el Vell, destacaria pels seus coneixements de geologia, oceanografia i meteorologia. Per influx dels cultes místics orientals que hi havia a Egipte, al principi va demostrar una certa inclinació cap al misticisme pitagòric ensenyat per Sotió, i els cultes d'Isis i Serapis, que aleshores tenien gran nombre d'adeptes entre els romans. Però posteriorment es va inclinar cap a l'estoïcisme, filosofia que adoptaria fins a la fi dels seus dies. La seva formació, doncs, va ser molt variada, rica i oberta: a més de formar-se a Egipte, a Roma ja havia estudiat gramàtica, retòrica i filosofia. És possible, a més, que viatgés en algun moment a Grècia per continuar formant-se a Atenes, un fet molt comú entre els patricis del seu temps. Sigui com sigui, va deixar escrit haver estudiat amb Sotió, un filòsof eclectico-pitagòric, amb l'estoic Àtal i amb Papiri Fabià. Més endavant, va ser amic íntim del cínic Demetri.
Al tornar a Roma, es va establir amb èxit com a jurista. Cap a l'any 37 va estar a punt de morir per ordre de l'emperador Calígula, gelós de l'habilitat amb la que va resoldre un cas al Senat davant d'ell, i només li va perdonar la vida perquè una amant seva li va dir que la seva mala salut el mataria. L'any 41, Valèria Messalina, esposa de Claudi, va convèncer el seu marit de desterrar Sèneca a Còrsega, acusat d'adulteri amb Júlia Livil·la. Passà aquest exili ocupat en l'estudi de la natura i la filosofia, i allà va escriure les Consolacions.
L'any 49, la nova dona de Claudi, Agripina, el cridà a Roma perquè fes de mestre del seu fill, Luci Domici Ahenobarb, que més tard seria l'emperador Neró. Després de l'assassinat de Claudi l'any 54, l'emperadriu va maniobrar per assegurar el tron a Neró, i no al seu fillastre Britànic.
Durant els seus primers cinc anys de mandat, el quinquennium Neronis, Neró va governar sàviament sota la influència de Sèneca i del prefecte del pretori, Sext Afrani Burrus. Però aviat els seus preceptors van perdre influència, i el regnat de l'emperador va ser tirànic. Amb la mort del prefecte l'any 62, Sèneca es va retirar de la vida pública per dedicar-se a estudiar i a escriure.
L'any 65 el van acusar d'haver estat implicat en un complot per matar l'emperador, la conspiració de Pisó. Sense cap judici, Neró li va ordenar suïcidar-se. Tàcit narra la seva mort. A la seva dona, Pompea Paulina, que intentà també matar-se, l'emperador li va ordenar que visqués.

## Primera carrera política
Sèneca sempre va tenir una salut malaltissa, especialment a causa de l'asma que patia des de la seva infància. Tant és així que va arribar a escriure que l'única cosa que li impedia suïcidar-se era que veia la incapacitat del seu pare de suportar la seva pèrdua.
L'any 31, Sèneca va tornar a Roma on, malgrat la seva mala salut, del seu origen provincià i del fet de provenir d'una família escassa en influències, va ser nomenat qüestor, i va iniciar així el seu cursus honorum, on aviat va destacar pel seu estil brillant d'orador i escriptor. Quan, l'any 37, l'emperador Calígula va succeir Tiberi, Sèneca s'havia convertit en el principal orador del Senat i havia aixecat l'enveja i la gelosia del nou i megalòman cèsar, que, segons diu l'historiador Cassi Dió, va ordenar la seva execució. Segons el mateix historiador, va ser una dona propera al cercle més íntim de Calígula qui va aconseguir que revoqués la sentència en afirmar que Sèneca patia tuberculosi i aviat moriria per si mateix. A conseqüència d'aquest incident Sèneca es va retirar de la vida pública.
L'any 41, a la mort de Calígula i amb l'entronització de Claudi, Sèneca, que continuava sent una persona rellevant dins de l'estament polític romà, va ser de nou condemnat a mort, però la pena se li va commutar pel desterrament a Còrsega. Les causes d'aquesta condemna s'ignoren. La sentència oficial l'acusava d'haver comès adulteri amb Julia Livil·la, germana de Calígula, fet bastant improbable. Més probablement, s'ha apuntat que l'esposa de Claudi, la cèlebre Valèria Messalina, el considerava perillós ara que Calígula havia mort. L'entronització de Claudi s'havia produït amb l'oposició del Senat, i Sèneca, que a causa del seu prestigi com a orador era probablement un dels senadors més influents, podria haver estat un enemic polític en potència per a Claudi.

## Exili a Còrsega i tornada a Roma
El seu exili a Còrsega va durar vuit anys. Durant aquest temps va escriure un assaig de consolació a la seva mare, Hèlvia, Ad Helviam matrem, de consolatione arran de la mort del seu pare, Marc, que destaca per propugnar actituds estoiques molt diferents de les que, per aquest mateix període, es mostren a la Consolació a Polibi (De Consolatione ad Polybium), que era el nom d'un dels lliberts imperials de Claudi i que tenia gran poder i influència sobre l'emperador. En aquesta carta, que probablement mai no va tenir intenció de publicar, es mostra abjectament adulador mentre busca el perdó imperial.
El desterrament va durar fins a l'any 49 quan, després de la caiguda de Messalina, la nova esposa de Claudi, la també cèlebre Agripina la Menor va aconseguir per a ell el perdó imperial. Ella el va fer cridar a Roma i, per la seva indicació, va ser nomenat pretor de la ciutat. El favor imperial no va acabar aquí, perquè l'any 51, a instàncies altre cop d'Agripina, se'l va nomenar tutor del jove Luci Domici Ahenobarb, el futur emperador Neró, que era fill d'un matrimoni anterior d'Agripina. El canvi dràstic en la seva sort es va deure, segons l'historiador Tàcit, al fet que Agripina, a part de buscar un tutor il·lustre per al seu fill, creia que la fama de Sèneca faria que la família imperial guanyés en popularitat, a més de considerar que un Sèneca agraït i obligat a la família imperial i a ella, seria un important aliat i un savi conseller en els plans que tenia d'aconseguir l'Imperi per al seu fill Neró.
L'any 54, l'emperador Claudi va morir (segons la majoria de les fonts històriques, enverinat per la mateixa Agripina) i el seu fillastre Neró va prendre el poder. Encara que no hi ha cap evidència que Sèneca estigués involucrat en l'assassinat de Claudi, sí que es va burlar del vell emperador en la seva obra satírica intitulada Apocolocyntosis divi Claudii ('La transformació en carabassa del diví Claudi'), en la qual aquest, en ser deïficat, acaba, després d'una sèrie de vicissituds, com un mer buròcrata a l'Hades. Amb la pujada al poder del jove Neró, que aleshores tenia 17 anys, Sèneca va ser nomenat conseller polític i ministre, juntament amb un auster oficial militar anomenat Sext Afrani Burrus.

## Govern de l'Imperi Romà
Durant els vuit anys següents, Sèneca i Afrani Burrus, als qui tots els historiadors romans van considerar les persones de major vàlua i il·lustració de l'entorn de Neró, van governar de facto l'Imperi Romà. Aquest període destacaria, segons el mateix emperador Trajà, per ser un dels períodes de «millor i més just govern de tota l'època imperial». La seva política, basada en el compromís i la diplomàcia més que en innovacions i idealismes, va ser modesta però eficient: van tractar en tot moment de refrenar els excessos del jove Neró, al mateix temps que evitaven dipositar poder real en mans d'Agripina. Així, mentre Neró es dedicava, seguint les instruccions de Sèneca, a un oci moralment «acceptable», Sèneca i Afrani Burrus des del poder, van promoure una sèrie de reformes legals i financeres, com ara la reducció dels impostos indirectes, van perseguir la concussió (corrupció dels governadors provincials), van dur a terme una reeixida guerra a Armènia, i van instituir el protectorat romà en aquell país cosa que es va mostrar, a la llarga, fonamental per a la salvaguarda de la frontera oriental de l'Imperi; es van enviar, a instàncies de Sèneca, expedicions per trobar les fonts del riu Nil… Cal notar que ni Burrus ni Sèneca no van ocupar, durant aquest període, cap càrrec institucional, més enllà del de senadors, per la qual cosa van exercir el poder des de darrere del soli imperial, com a consellers del jove cèsar que, pel que sembla, tenia en alta estima el seu tutor.
No obstant això, mentre Neró va anar creixent, va començar a desempallegar-se de la «benigna» influència de Sèneca, al mateix temps que l'exercici del poder anava desgastant el filòsof, que començava a perdre influència sobre el seu pupil Neró. L'emperador, que havia demostrat una naturalesa cruel en fer assassinar el seu germanastre Britànic, aviat va començar a escoltar els consells de membres de la pitjor estirp de la societat romana, normalment arribistes que, com Publi Suil·li Rufus, van veure una oportunitat per desplaçar Sèneca del poder. Va ser aquest Rufus qui, l'any 58, va acusar Sèneca, absurdament segons Tàcit, de ficar-se al llit amb Agripina, la qual cosa va originar una campanya de desprestigi on el filòsof va ser acusat de crims tan peregrins com el de deplorar el tirànic règim imperial, l'extravagància dels seus banquets, la hipocresia i adulació en els seus escrits (va ser en aquest moment quan va sortir a la llum la carta al llibert Polibi), la usura i, sobretot, la seva excessiva riquesa. De fet, la riquesa de Sèneca en aquest període va aconseguir la categoria de proverbial, quan el poeta Juvenal parla dels grans jardins del immensament ric Sèneca. És probable que la gran riquesa del filòsof propiciés la seva caiguda davant de Neró, que no tolerava que un particular pogués fer-li ombra en aquest aspecte.

## Caiguda i mort

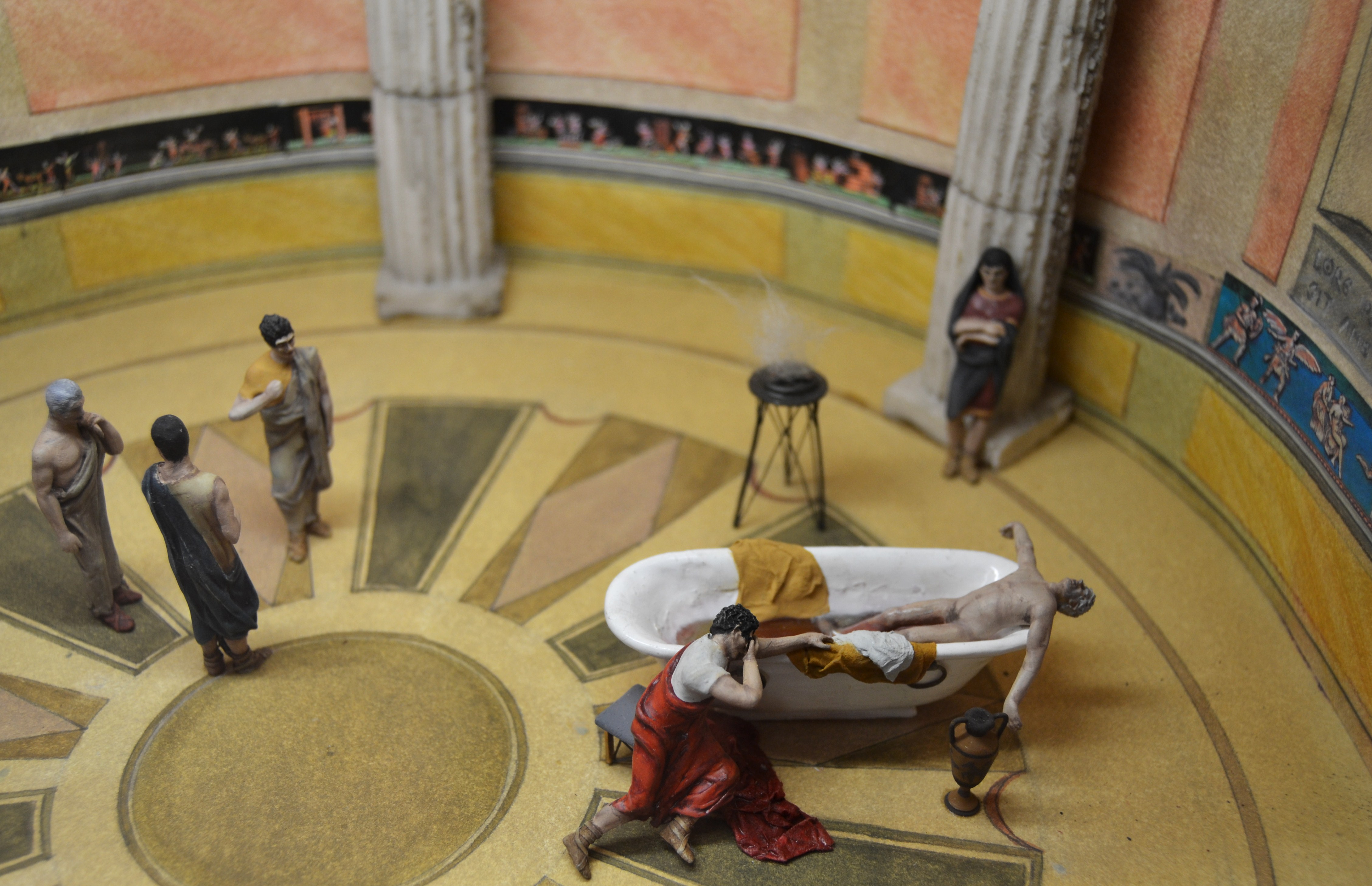
Mort de Sèneca, Museu dels soldadets de plom Iber de València

L'any 59, la gran valedora de Sèneca, Agripina, va ser assassinada per Neró, cosa que marcaria l'inici de la fi de Sèneca. Encara que possiblement no hi estiguessin involucrats, Sèneca i Burrus van haver de dur a terme una campanya de rentat de la imatge pública de l'emperador a fi de minimitzar l'impacte que pogués tenir el crim: Sèneca va escriure la famosa carta al Senat en què justificava Neró i explicava com Agripina havia conspirat en contra del seu fill. Aquest fet ha estat molt criticat amb posterioritat, i ha estat germen freqüent de les acusacions d'hipocresia contra Sèneca. Quan, l'any 62, Burrus va morir (probablement assassinat, segons alguns), la situació de Sèneca en el poder es va tornar insostenible, en haver perdut bona part del seu capital polític i dels seus suports. La campanya de desprestigi, a més, li va privar de la proximitat de l'emperador, el qual, envoltat d'aduladors i arribistes com Sofoni Tigel·lí, Vitel·li o Petroni, aviat començaria a parlar de treure's del davant el seu vell tutor.
Aquell mateix any, Sèneca va demanar a Neró l'autorització per retirar-se de la vida pública, i va oferir tota la seva fortuna a l'emperador. El retir li va ser concedit tàcitament, encara que la fortuna no li va ser acceptada fins anys després. D'aquesta manera, Sèneca va aconseguir marxar de la cada vegada més perillosa cort romana, i va començar a passar el seu temps viatjant amb la seva segona esposa, Paulina, pel sud d'Itàlia. Al mateix temps, va començar a redactar una de les seves obres més famoses, les Epistulae morales ad Lucilium (Cartes a Lucili), autèntic exemple d'assaig, en les quals Sèneca ofereix tota mena de savis consells i reflexions a Lucili, un amic íntim que suposadament exercia com a procurador romà a Sicília. Aquesta obra serviria d'exemple i inspiració a Michel de Montaigne en la redacció dels seus Assaigs i el suïcidi de Sèneca, a la Crònica de Nuremberg, publicada el 1493.
Així i tot, Sèneca no va aconseguir fugir completament de l'obsessiva perversió del seu antic pupil. Segons Tàcit, sembla que en els seus últims anys Sèneca va sofrir un intent d'enverinament, frustrat gràcies a la senzilla dieta que el filòsof havia adoptat, preveient un atac d'aquest tipus. Sigui com sigui, l'any 65 va ser acusat d'estar implicat en la famosa conjura de Pisó contra Neró. Encara que no existissin proves fermes en contra seva, la conjura de Pisó va servir a Neró com a pretext per purgar la societat romana de molts patricis i cavallers que considerava subversius o perillosos, i entre ells es trobava Sèneca. Així doncs, Sèneca va ser, juntament amb molts altres, condemnat a mort, víctima de la conjura fracassada.
Sobre la mort de Sèneca, l'historiador Tàcit explica que Grani Silvà va ser encarregat de donar l'ordre de l'emperador al filòsof, però com que era un dels conjurats, i sentia una gran vergonya per Sèneca, va ordenar a un altre oficial que li portés la notificació del cèsar: d'un patrici com Sèneca s'esperava que no decidís esperar a l'execució, sinó que se suïcidés després de rebre la condemna a mort. Quan Sèneca va rebre la missiva, va ponderar amb calma la situació i va demanar permís per redactar el seu testament, cosa que li va ser denegada, ja que la llei romana preveia en els casos de mort sense testar, que tots els béns del conjurat passessin al patrimoni imperial.
Sabent que Neró actuaria amb crueltat contra ell, va decidir obrir-se les venes allà mateix, tallant-se les dels braços i les cames. La seva esposa Paulina el va imitar per evitar ser humiliada per l'emperador, però els guàrdies i els servents l'hi ho van impedir (altres fonts afirmen que realment es va suïcidar, encara que Suetoni diu que va viure fins al principat de Domicià). Sèneca, en veure que la seva mort no arribava, va demanar al seu metge Eustaci Anneu que li subministrés verí grec (cicuta), que va beure però sense cap efecte. Va demanar finalment ser portat a un bany calent, on el vapor va acabar asfixiant-lo, víctima de l'asma que patia.
Al suïcidi de Sèneca van seguir, a més, el dels seus dos germans i el del seu nebot Lucà, sabedors que aviat la crueltat de Neró recauria també sobre ells. El cos de Sèneca va ser incinerat sense cerimònia. Així ho havia prescrit en el seu testament quan, en els seus temps de riquesa i poder, pensava en els seus últims moments.

## Reputació posterior
Sèneca és un dels pocs filòsofs romans que sempre ha tingut una gran popularitat (almenys en l'Europa continental; al món anglosaxó no va ser sinó fins al segle xx quan la figura de Sèneca es va rescatar de l'oblit), com ho demostra el fet que la seva obra hagi estat admirada i celebrada per alguns dels pensadors i intel·lectuals occidentals més influents: Erasme de Rotterdam, Michel de Montaigne, René Descartes, Denis Diderot, Jean-Jacques Rousseau, Francisco de Quevedo, Thomas de Quincey, Dant, Petrarca, Jeroni d'Estridó, Agustí d'Hipona, Lactanci, Chaucer, Joan Calví, Baudelaire, Honoré de Balzac… tots van mostrar la seva admiració per l'obra de Sèneca. A part de la de Ciceró, l'obra de Sèneca era una de les més conegudes pels pensadors medievals, i com que moltes de les seves doctrines són compatibles amb la idiosincràsia cristiana, els pares de l'Església com Agustí el citen sovint. Tertulià el considerava un saepe noster, això és, «sovint un dels nostres», i Jeroni d'Estridó va arribar a incloure'l al seu catàleg de sants. Durant l'edat mitjana, de fet, va sorgir la llegenda de que l'apòstol Pau hauria convertit Sèneca al cristianisme, i que la seva mort en el bany era una sort de baptisme encobert. L'origen d'aquesta llegenda va poder sorgir del fet que Pau de Tars va conèixer el germà major de Sèneca, Galió (Fets dels Apòstols, XVIII: 12-17) a qui al·ludeix posteriorment en l'última de les cartes als Gentils (II Timoteu, 4:16), per la qual cosa hauria existit una falsa correspondència entre l'apòstol i Sèneca. La suposada conversió al cristianisme de Sèneca va ser un tema recurrent durant el Baix Imperi Romà i l'edat mitjana, formava part de la Llegenda àuria, i fins i tot van aparèixer diverses cartes espúries entre Sèneca i Pau en les quals intercanvien punts de vista doctrinals. En una d'elles, datada al segle iii o al segle iv, fins i tot es relata el gran incendi de Roma, encara que probablement Sèneca era fora de la ciutat en aquell temps. D'altra banda, la seva obra Naturales quaestiones, tractat de ciències naturals lloat ja per Plini el Vell, va ser durant l'edat mitjana l'obra de referència inamovible en els assumptes que abordava. Només Aristòtil va tenir més prestigi en aquest camp.
A més, la influència de Sèneca es deixa veure en tot l'humanisme i altres corrents renaixentistes. La seva afirmació sobre la igualtat de totes les persones, la propugnació d'una vida sòbria i moderada com a forma de trobar la felicitat, el seu menyspreu de la superstició, les seves opinions antropocentristes… es farien un lloc en el pensament renaixentista. Erasme de Rotterdam, per exemple, va ser el primer a preparar una edició crítica de les seves obres (1515), i la primera obra de Calví va ser una edició de De clementia, el 1532. Robert Burton el cita en la seva Anatomia de la malenconia, i Joan Lluís Vives i Thomas More el tenien en alta estima, i es feien ressò de les seves idees ètiques. En l'obra de Montaigne, els Assaigs, les referències a l'obra de Sèneca són constants, tant en les formes com en les opinions, moltes de les quals són comunes en tots dos pensadors. Per exemple, la justificació del suïcidi com a forma d'evitar una mort pitjor és anàloga en els dos. Formalment, molts assajos de Montaigne s'assemblen a l'estructura desenvolupada per Sèneca en les seves Cartes a Lucili (plantejament d'un tema, però no d'una tesi sobre aquest tema, un desenvolupament més o menys lineal on s'afegeixen exemples però s'eviten digressions, i una conclusió final sobre el tema plantejat que es dedueix de tot l'anterior), que s'han vist com un antecedent clar de l'assaig modern. I, encara que les idees presentades per Sèneca no poden ser considerades originals ni sistemàtiques en la seva exposició, la seva importància és capital a l'hora de fer assequibles i populars moltes de les idees de la filosofia grega.
En l'actualitat, la seva obra ha caigut en un cert oblit, propiciat pel modern abandó de l'estudi de les llengües i disciplines clàssiques. No obstant això, segueix sorprenent per la vigència i accessibilitat de moltes de les seves idees i la facilitat de lectura i claredat amb què es mostra en les traduccions vernacles de la seva obra: les Cartes a Lucili han estat comparades amb un llibre d'autoajuda, i de fet, arran de la pel·lícula Gladiator, tant aquestes com les Meditacions de Marc Aureli van ser reeditades amb gran èxit en el món anglosaxó.

## Obres

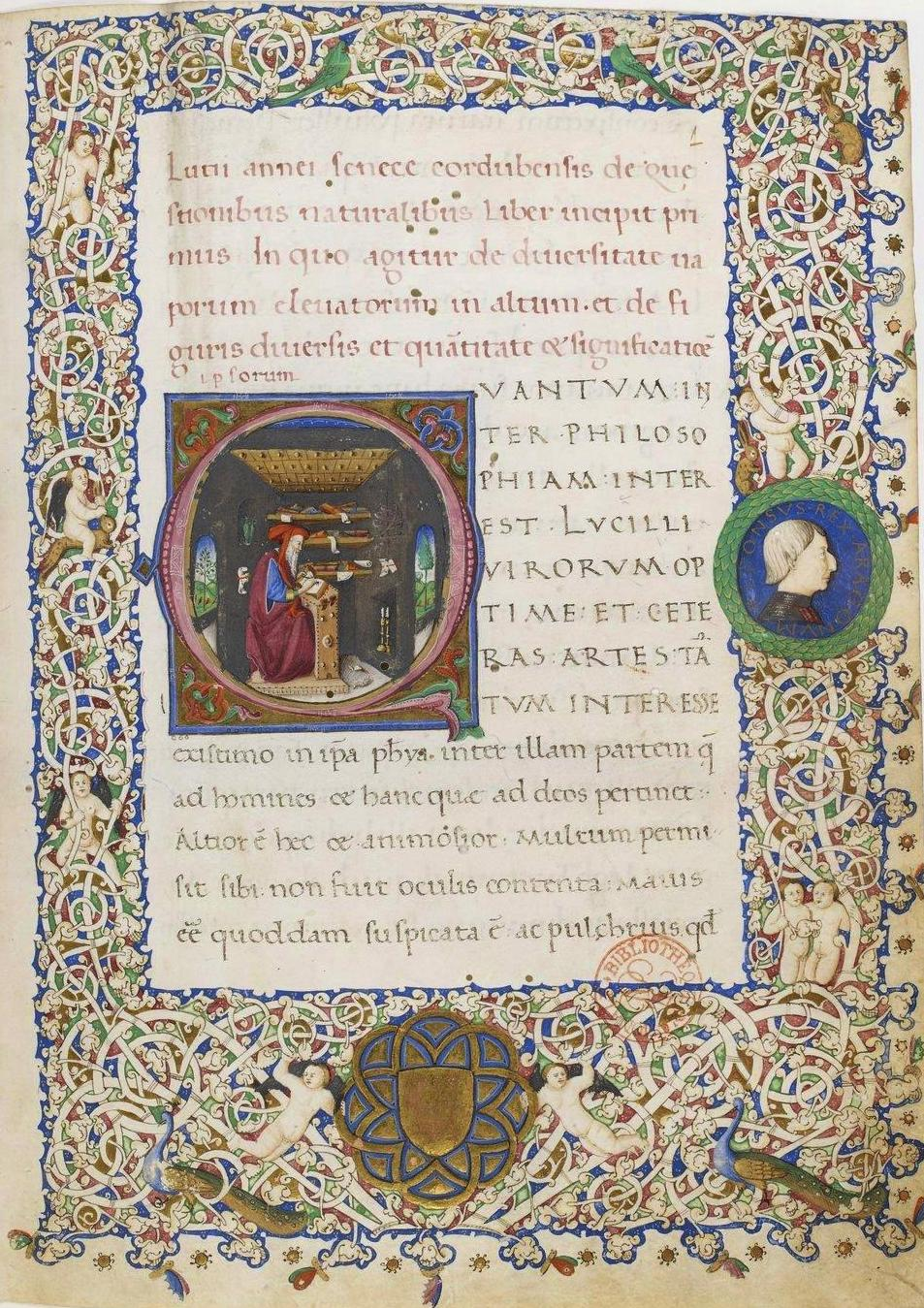
Primera pàgina d'un manuscrit catalanoaragonès del segle XIII

Entre les obres atribuïdes a Sèneca trobem una sàtira, un assaig meteorològic, assajos filosòfics, cent vint-i-quatre cartes sobre temes morals i nou tragèdies. Una d'aquestes, Octàvia, és clarament obra d'altri. La seva autoria en una altra, Hèrcules a Oeta, és dubtosa. La filosofia estoica de Sèneca emfasitza passos pràctics per tal que el lector afronti els seus propis problemes. Considerava especialment important veure el fet de la pròpia mortalitat. Unes reflexions sobre com tractar la mort apareixen en moltes de les seves cartes.
Entre 1924 i 1959 la Fundació Bernat Metge va publicar 13 volums traduïts al català per Carles Cardó.

### Tragèdies de Sèneca
Quintilià enumera deu tragèdies, obra de Sèneca. És impossible determinar si van ser representades, ja que no n'existeixen proves. Les obres més aviat reflectien la seva concepció de què havia de ser un drama i, alhora, estava basat en la seva concepció de la tragèdia grega. El tema d'Octavia és el maltracte que donava Neró a la seva dona, la seva passió per Popea i l'exili final d'Octàvia. Sèneca és un dels personatges del drama que apareix al segon acte, deplorant els vicis de l'època i la seva pròpia infelicitat tot i l'elevada posició que ocupa. Es discuteix si aquesta obra s'ha d'atribuir al mateix autor que les altres nou. Si és una obra de Sèneca, l'havia d'escriure després de l'exili d'Octàvia l'any 62. Resulta complicat datar aquestes obres sense gaires referències. S'ha proposat una cronologia relativa, basada en termes mètrics sense massa acord. És impossible que totes fossin escrites el mateix any. No estan basades en la tragèdia grega i mentre que Eurípides és massa llunyà, s'hi noten influències d'Ovidi.
Les obres de Sèneca van ser molt estudiades en les universitats medievals europees, i van influir molt en la tragèdia renaixentista, especialment en la literatura de l'Anglaterra isabelina.

### Tragèdies
- Hercules Furens ('La bogeria d'Hèrcules')
- Troades ('Les dones troianes')
- Medea
- Phoenissae ('Les dones fenícies')
- Fedra
- Agamèmnon
- Tiestes

- Oedipus ('Edip')

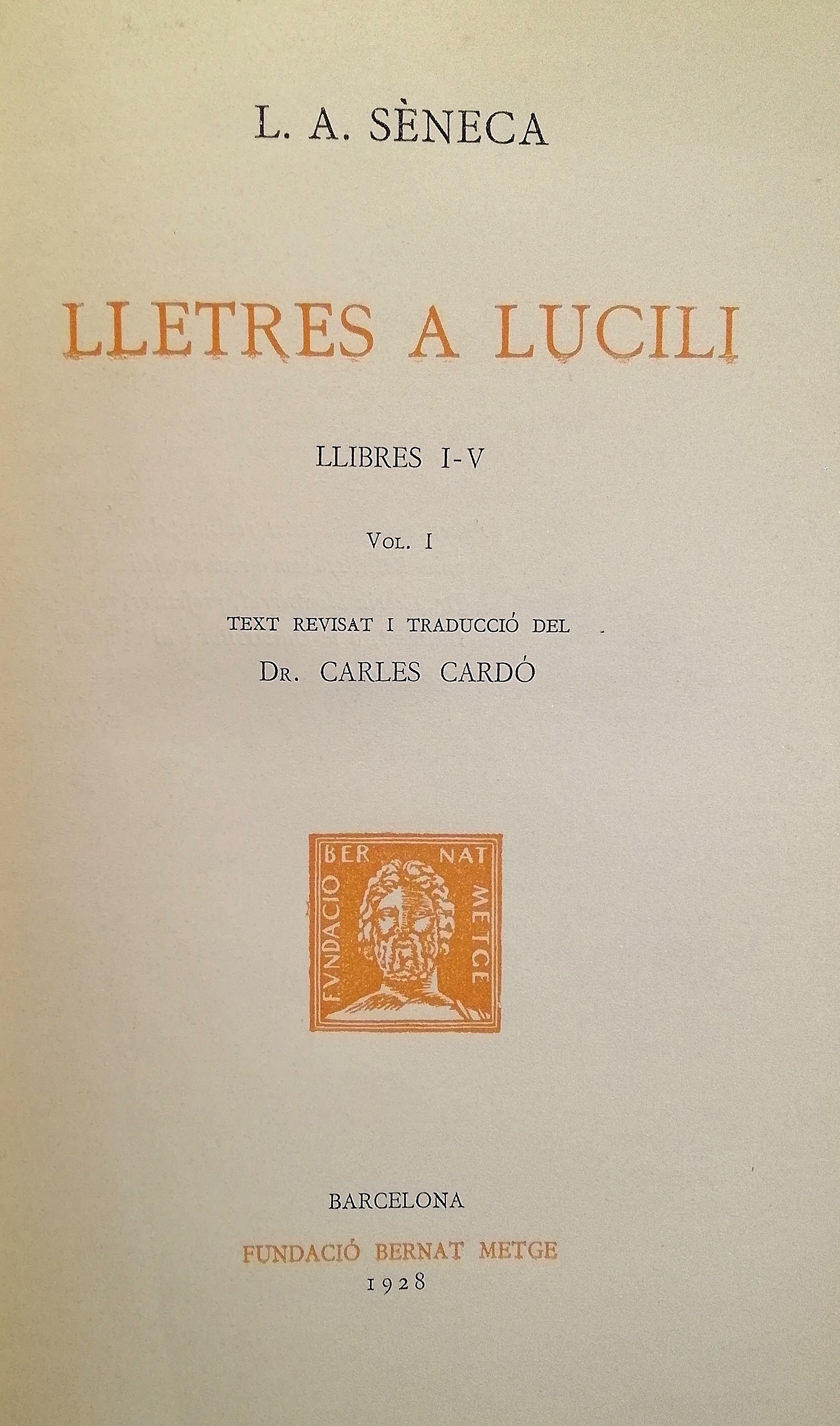
Lletres a Lucili (Epistulae morales ad Lucilium) de Sèneca, traducció catalana en edició bilingüe llatí/català, publicada a Barcelona per la Fundació Bernat Metge l'any 1928

- Hercules Oetaeus (Hèrcules al mont Eta): autoria dubtosa
- Octavia: autoria dubtosa

### Consolacions i diàlegs
- (Any 40) Ad Marciam, De consolatione ('A Màrcia, de la consolació')
- (41) De Ira (De la ira)
- (42) Ad Helviam matrem, De consolatione ('A Hèlvia, de la consolació'). Carta a la seva mare consolant-la durant el seu exili.
- (44) De Consolatione ad Polybium ('A Polibi, de la consolació')
- (49) De Brevitate Vitae ('De la brevetat de la vida'). Assaig exposant que qualsevol durada de la vida és suficient si és viscuda amb saviesa.
- (62) De Otio ('De l'oci')
- (63) De Tranquillitate Animi ('De la tranquil·litat de la ment')
- (64) De Providentia ('De la providència')
- (??) De Constantia Sapientis ('De la fermesa del savi')
- (58?) De Vita Beata (De la vida feliç)

### Altres
- (54) Apocolocyntosis divi Claudii ('La conversió en carabassa del diví Claudi'), obra satírica.
- (56) De Clementia ('De la clemència'), dirigida a Neró sobre la necessitat de la clemència com a virtut en un emperador.
- (63) De Beneficiis ('Dels beneficis') en set llibres.
- (63) Naturales quaestiones en set llibres, de no gaire originalitat, però que ofereixen una visió de teories antigues sobre cosmologia, meteorologia i matèries semblants.
- (64) Epistulae morales ad Lucilium, col·lecció de cent vint-i-quatre cartes sobre moral, escrites a Lucili.
- (~370?) Cujus etiam ad Paulum apostolum leguntur epistolae: aquestes cartes, suposadament entre Sèneca i Pau de Tars, van ser considerades autèntiques per alguns erudits, però actualment la major part d'estudiosos no ho creuen.

### Traduccions catalanes
- ¿És breu, la vida?, traducció de Jordi Avilés. Martorell: Adesiara, 2014.[17]
- Lletres a Lucili (Epistulae morales ad Lucilium), traducció de Carles Cardó. Barcelona: Fundació Bernat Metge, 1928.
- De Providència (De Providentia), traducció/versió d'Antoni Canals feta cap a l'any 1397. Posteriorment editada per la col·lecció Els Nostres Clàssics de l'Editorial Barcino, l'any 1935